# The Trail of the Octopus
The Trail of the Octopus è una serie del 1919 in trentun rulli diretto da Duke Worne. Ognuno dei quindici episodi (tranne il primo, in tre rulli), sono in due bobine.

## Trama
Una spedizione in Egitto guidata dal dottor Stanhope scopre l'antica Tomba della Morte, in cui è nascosto il presunto Talismano Sacro maledetto di Set, chiamato anche "Marchio del Diavolo". Mentre il dottor Stanhope e il suo compagno stanno recuperando il Talismano, la spedizione viene attaccata dai briganti del deserto. Il compagno del dottor Stanhope lo attacca all'improvviso e nella lotta Stanhope lo uccide, ma l'uomo morente rivela di essere stato mandato per ucciderlo e prendere il Talismano per "I Sacri Dodici". Anni dopo il suo ritorno a casa, Stanhope, che ora vive in uno stato di costante paura, racconta la storia alla figlia Ruth e la avverte del pericolo che corrono. Stanhope racconta a Ruth di aver nascosto il Talismano in un caveau di roccia, che può essere aperto solo con una combinazione di nove pugnali orientali, di cui uno in suo possesso e gli altri otto in possesso di colleghi scienziati, ma, prima di poter rivelare i nomi degli altri otto, una telefonata gli comunica che uno degli scienziati è stato assassinato e che lui sarà il prossimo. Ruth chiede aiuto al suo fidanzato, il criminologo Carter Holmes, e i due tornano a casa Stanhope solo per trovare il dottor Stanhope morto. Ora Carter e Ruth devono rintracciare gli altri sette scienziati e i loro pugnali prima che i Dodici Sacri, guidati dal misterioso uomo mascherato Monsieur X, possano trovarli e usare i pugnali per recuperare il Talismano di Set.

## Distribuzione
Il primo episodio del serial, The Devil’s Trademark, distribuito dalla Film Clearing House, uscì nelle sale il 19 ottobre 1919.

### Episodi
1. The Devil’s Trademark (19 ottobre 1919, tre rulli))
2. Purple Dagger (26 ottobre 1919, due rulli)
3. Face to Face (2 novembre 1919, due rulli)
4. The Hand of Wang (9 novembre 1919, due rulli)
5. The Eye of Satan (16 novembre 1919, due rulli)
6. Behind the Mask (23 novembre 1919, due rulli)
7. The Dance of Death (30 novembre 1919, due rulli)
8. Satan’s Soulmate (7 dicembre 1919, due rulli)
9. The Chained Soul(14 dicembre 1919, due rulli)
10. The Ape Man (21 dicembre 1919, due rulli)
11. The Red Death (28 dicembre 1919, due rulli)
12. The Poisoned Talon (4 gennaio 1920, due rulli)
13. The Phantom Mandarin (11 gennaio 1920, due rulli)
14. The House of Shadows (18 gennaio 1920, due rulli)
15. The Yellow Octopus (25 gennaio 1920, due rulli)

Copia incompleta della pellicola (un positivo nitrato 35 mm mancante dell'episodio 9) si trova conservata negli archivi della Library of Congress di Washington. Il serial è stato distribuito in DVD nel 2012.